# Neukirchener Mission
Die Neukirchener Mission ist eine deutsche evangelische Missionsgesellschaft, die 1882 von dem evangelischen Pfarrer Ludwig Doll in Neukirchen gegründet wurde, nachdem er 1878 bereits ein Waisenhaus aufgebaut hatte. Erste Mitarbeiter der Mission waren ab 1884 in Java und Ägypten und ab 1887 in Kenia tätig. Sie beschäftigte 2020 ungefähr 20 eigene Mitarbeiter und war in Tansania, Uganda, Äthiopien, Java, Belgien, Lettland und in der Ukraine vertreten. Seit 2021 ist die Neukirchener Mission Teil der Allianz-Mission des Bundes Freier evangelischer Gemeinden (FeG).

## Geschichte
Der evangelische Pfarrer Ludwig Doll war einst Vikar von Andreas Bräm, Pfarrer in Neukirchen am Niederrhein, der 1845 den Neukirchener Erziehungsverein gegründet hatte. Als sein Nachfolger im Amt engagierte sich Doll ebenfalls für die kirchlichen Aufgaben der Diakonie und Mission. 1878 gründete er die Waisenanstalt in Neukirchen und begann 1880 mit der Ausbildung von fünf Missionaren. Als Missionshaus erwarb Doll mit Spendengeldern für 10.500 Mark ein Wirtshaus im Dorf Neukirchen, das renoviert und am 16. Februar 1882 bezogen wurde. Am 27. August 1882 wurde das Missionshaus unter Beisein des englischen Waisenhausvaters Georg Müller eingeweiht; seitdem heißt das Werk „Waisen- und Missionsanstalt in Neukirchen“.
Pastor Doll litt an einer Lungenkrankheit und starb am 25. Mai 1883 im Alter von erst 37 Jahren. Der Missionslehrer Julius Stursberg übernahm die Leitung des Werkes und ließ das Missionshaus weiter um- und ausbauen. Bereits 1884 traten die ersten Missionare der Neukirchener Mission die Reise nach Java und Ägypten an. 1888 wurde ein Versammlungssaal errichtet, der nach Ludwig Doll benannt wurde. 1890 wurde die bestehende Kommanditgesellschaft in eine offene Handelsgesellschaft umgewandelt.
Seit 1849 hatte die Niederländerin Elise Yohana Le Jolle auf ihrer Plantage in der niederländischen Kolonie in Nordmitteljava ihren Arbeitern das Evangelium vermittelt. Weil sich dieser Verkündigungsdienst immer mehr ausweitete, bat sie die niederländische Missionsgemeinde Ermelo und etwas später die Neukirchener Mission um Mitarbeiter. 1888 gründeten beide Missionsgesellschaften den gemeinsamen Bund der Missionare der Salatiga Mission. 1891 gab es dort 606 getaufte Christen. Nun wurde auch unter Chinesen mit einem chinesischen Evangelisten gearbeitet, so auch in der größeren Hafenstadt Semarang. 1902 wurde in Salatiga eine Poliklinik eingerichtet, ab 1906 wurden Schulen gebaut und Lehrerseminare gegründet.
Die deutschen Missionare in Ägypten wollten die Zusammenarbeit mit der Missionsgemeinde Ermelo nicht nachvollziehen und aus Konfessionsgründen nicht gutheißen. Auf der Suche nach einem neuen Missionsfeld reisten sie nach Deutsch-Ostafrika, heute Kenia, wo sie 1887 am Tanafluss unter dem Volk der Pokomo die Missionsarbeit begannen. 1893 gaben die Lower Pokomo ihre animistische Sicht auf und nahmen den christlichen Glauben an. Die Zahl der Christen nahm zu und das Neue Testament wurde in die Pokomosprache übersetzt.
In Neukirchen wurde 1906 eine höhere Schule gegründet, 1907 wurden Waisenhaus und Missionswerk zur Waisen- und Missionsanstalt zusammengelegt. Während einer Missionsreise 1909 starb der Missionsleiter und -inspektor Stursberg auf der Insel Java. Sein Nachfolger wurde Wilhelm Nitsch, der die Mission 40 Jahre lang auch durch schwierige politische Zeiten leitete. 1913 konnte die Kaiserspende zum 25-jährigen Regierungsjubiläum Kaiser Wilhelms II. entgegengenommen werden. 1930 wurde der erste Frauen-Missionstag in Neukirchen durchgeführt. 1931 wurde die höhere Schule an den Neukirchener Erziehungsverein abgetreten, 1940 ging sie an die Kommune Neukirchen-Vluyn über.
Mit dem Ersten Weltkrieg wurden die Missionare in britische Internierungslager nach Indien überstellt, so dass die Missionsarbeit unter den Pokomo am Tanafluss eingestellt werden musste. Erst 1926 wurde Missionsarbeit der Neukirchener Mission unter den Pokomo wieder möglich. Aber auch ohne weiße Missionare hatte sich die Zahl der getauften Christen von 1914 bis 1926 mehr als verdoppelt. Eine kleinere Missionsarbeit in Burundi wurde 1927 an die dänische Baptisten-Missionsgesellschaft übergeben. 1928 konnte dagegen im Uha-Gebiet im Westen Tansanias ein neues Missionsfeld eröffnet werden, mit den später entstandenen Stationen Shunga, Kalinzi und Matyazo.
Die Missionsleitung war anfangs dankbar, dass die Nationalsozialisten 1933 die Macht übernahmen und Ruhe und Ordnung schufen, aber bald machte sich Ernüchterung breit. 1937 trat die Mission der Arbeitsgemeinschaft der missionarischen und diakonischen Verbände bei, die nur lose zur Bekennenden Kirche gehörte. 1939 wurde allen Missionen die Gemeinnützigkeit aberkannt und auch die Neukirchener Mission musste für mehrere Jahre Steuern nachzahlen. Anfang 1941 erhielt der Leiter Pfarrer Wilhelm Nitsch von den Nationalsozialisten Schreibverbot, weil er sich der angeordneten glorifizierenden Kriegsrhetorik des Reichspropagandaministeriums im Heidenboten der Neukirchener Mission nach drei Ausgaben (1940/41) nicht weiter unterwerfen wollte.
Mit dem Zweiten Weltkrieg kam die Missionsarbeit ganz zum Erliegen. In Java wurden die Missionare von Holländern interniert, die sie später in englische Lager nach Indien brachten. In Afrika wurden die Mitarbeiter von den Engländern in südafrikanische Lager überstellt.
1949 ging ein Teil der ehemaligen Salatiga-Gemeinden in der Christlichen Kirche Nord-Mittel-Java (GKJTU) auf. Die Pokomo-Gemeinden in Kenia teilten sich: Die am oberen Teil des Flusses wollten bei den Methodisten bleiben, die sie während des Krieges betreut hatten; die im unteren Teil wollten wieder selbstständig werden und schlossen sich 1967 mit etwa 2200 Mitgliedern der Africa Inland Church in Kenia an.
In Tansania arbeiteten seit 1965 wieder Neukirchener Missionare mit der Africa Inland Church von Tansania, vorwiegend in der Kindergottesdienstleiterschulung, der Krankenbehandlung in zwei eigenen Gesundheitszentren, durch Glauben weckende Radioprogramme und Literaturverkauf. Ebenso wurden ca. 40 Kirchengebäude für 600 bis 1600 Personen errichtet. 1965 verlagerte sich die Arbeit zugunsten der Anglikanischen Kirche von Tansania, im Westteil des Landes mit Sitz in Kasulu (DWT).
1954 wurden in Deutschland die bestehenden engen Beziehungen auf geschichtlicher, personeller und Afrikamissionsebene mit der Allianz-Mission nach 1919 und 1946 ein drittes Mal gezielt evaluiert. Mehrmals berieten die Vorstände beider Werke über die Kooperation oder Zusammenlegung ihrer theologischen Ausbildungsstätten oder die Verschmelzung beider Werke. Die Vorstände der Neukirchener Mission unter Leitung und Pfarrer Wilhelm Nitsch und Pfarrer Karl Rahn konnten sich dazu beide Male nicht entschließen. Das war jeweils dem Umstand der damaligen noch innerkirchlich orientierten Unterstützerkreise der Neukirchener Mission geschuldet. Im April 2021 schließlich stimmten die Mitglieder für die Eingliederung der Neukirchener Mission in die Allianz-Mission.
1967 kam Peru als neues Einsatzland dazu, wo vorwiegend Radiosendungen, Literatur und Bibelfernkurse hergestellt und vermittelt wurden.
1971 wurde das Missionsseminar in Neukirchen zur vierjährigen theologischen Ausbildung zukünftiger Mitarbeiter geschlossen. 1972 wurden die spendenbasierte Missionsarbeit und die staatlich unterstützte, aus der Waisenanstalt hervorgegangene Sonderschularbeit in zwei rechtlich selbstständige Werke aufgeteilt. Es entstanden die „Neukirchener Mission“ und die „Kinderheimat im Verein für Mission und Diakonie e. V.“
Von 1974 bis 2001 war die Neukirchener Mission als Zweigverein mit dem Gemeinschaftsverband der Evangelischen Gesellschaft für Deutschland (EG) verbunden.
Im Mai 1985, anlässlich eines öffentlichen Aktes in Neukirchen-Vluyn zum 40. Gedenktag des Kriegsendes, verlas Missionsleiter Wilfred Hoffmann ein Mitschuldbekenntnis für die Neukirchener Mission, das sich unter die Gesamtschuld dieser Zeit stellte und das Leid und Unrecht beklagte, das vielen Völkern zugefügt worden war.
In Belgien, Italien, Lettland, der Slowakei und der Ukraine wurden neue Arbeitsgebiete angefangen und kleine evangelische Kirchengemeinden gegründet.
1997 beschloss der Missionsausschuss, mit der Evangelischen Kirche Ugandas, dem Deutschen Missionsärzte-Team (DMÄT) und Ready to Aid Mission die Verantwortung für das Rehabilitationszentrum für körperbehinderte Kinder in Namutamba (Uganda) zu übernehmen. Bereits im Jahr darauf nahmen erste Mitarbeiterinnen dort ihre Arbeit auf.
2001 verließ die Neukirchener Mission die Evangelische Gesellschaft für Deutschland, gründete sich erneut als Kirchen- und Gemeindeverbände übergreifende Mission, die für alle Mitarbeiter der Deutschen Evangelischen Allianz offen ist, und wurde Mitglied der Arbeitsgemeinschaft Evangelikaler Missionen.
2021 wurden die Arbeitsbereiche Ukraine, Lettland und Java ausgegliedert. Im Herbst 2021 wurde die Arbeit mit der Allianz-Mission verbunden. Sie wird seither in einem neuen Rahmen weitergeführt. Projekte der Neukirchener Mission in Tansania und Uganda würden zumeist weitergeführt.

## Arbeitsgebiete
In Ostafrika betreibt die Neukirchener Mission ein Kinderheim, zwei Gesundheitszentren und eine Rehabilitationseinrichtung für körperbehinderte Kinder. Sie unterstützt die einheimische anglikanische Kirche in Tansania in der Ausbildung von Mitarbeitern und stellt einen Dozenten im Theologischen Seminar der Kirche. Ab 2021 wurde in Kasulu in Verbindung mit dem BMZ und Berufsbildungspartnern vor Ort ein Gründerzentrum (englisch: Entrepreneurship Hub) zur Förderung beruflicher Selbstständigkeit von Einheimischen im Bereich Nahrungsmittelproduktion aufgebaut. Es wird unter dem Namen Agripioneers entwickelt und hat seit 2023 seinen Sitz in Iringa, Tansania.

## Leitungspersonen
- 1878–1883: Pfarrer Ludwig Doll (1846–1883)
- 1883–1909: Inspektor Julius Stursberg (1857–1909)
- 1909–1921: Missionsinspektor Pfarrer Gottfried Paschen
- 1921–1947: Missionsinspektor Pfarrer Wilhelm Nitsch (1911–1921 theologischer Leiter des Missionsseminars)
- 1947–1958: Missionsinspektor Friedrich Schneider
- 1958–1961: Missionsinspektor Pfarrer Karl Rahn
- 1961–1963: Pfarrer Paul-Gerhard Lohmann (kommissarisch)
- 1964–1967: Missionsinspektor Pfarrer Walter Oelschner (1911–1990)
- 1967–1969: Waisenhausvater Hans Lenhard (kommissarisch)
- 1969–1970: Winfried Bluth
- 1971–1976: Missionsinspektor Pastor Walter Nitsch (kommissarisch) (1964–1971 theologischer Leiter des Missionsseminars)
- 1976–1981: Pfarrer Ulrich Affeld (Direktor der Evangelischen Gesellschaft) im Team Ernst Stawinski und Klaus Seidlitz
- 1982–1993: Missionsleiter Wilfred Hoffmann
- 1993–1996: Missionsleiter Bernd Brandl 1991–97 im Team mit Herbert Poganatz
- 1996–2000: Missionsleiter Herbert Becker
- 2000–2004: Missionsleiter Ulrich Bombosch
- 2004–2006: Leitung durch Vorstand
- 2006–2015: Missionsleiter Siegfried Schnabel
- 2017–2021: Missionsleiter Michael Strub